# Simone Deveaux
Simone Deveaux es uno de los personajes principales de la serie de ciencia ficción Héroes, creada por Tim Kring, cuyas principales características son la temática original de la relación entre varias personas con habilidades especiales que se unen para proteger al mundo. La serie va por su cuarta temporada.

## Perfil
Simone Deveaux es un personaje ficticio de la serie Héroes, Tawny Cypress es la encargada de darle vida a Simone en la primera temporada. 

### Génesis
Simone es una comerciante de arte, la cual se encuentra relacionada amorosamente al pintor adicto a la heroína, Isaac Méndez. La relación se ve afectada por los problemas de adicción de Isaac y por la aparición de Peter Petrelli, el enfermero de su padre enfermo terminal, Charles Deveaux.
Simone se ve presionada luego de la muerte de su padre, ya que tanto como Peter, como Isaac, le aseguran que tiene poderes y que deben utilizarlos para detener la bomba que pronto explotará en New York. Simone no cree en las teorías de ambos, hasta que aparece Hiro Nakamura, quien le muestra pruebas de la habilidad de Isaac. Simone, ya convencida de las habilidades, cree a Peter, quien asegura ser la persona que explotará New York, al creer a Peter, mantiene conflictos, con Nathan (quien cree que Peter debería estar en una institución psiquiátrica, debido a que es un peligro para sí mismo) e Isaac (quien trata de alejarla de Peter debido al peligro que ella corre). Debido a los diversos conflictos con el pintor, Simone trata de terminar la relación con él, sin embargo, en una de esas ocasiones, Issac trata de matar a Peter (quien es invisible) para así detener la explosión de la bomba. Simone entra en ese momento y es disparada por Isaac dos veces en el pecho, debido a que el pintor creía que era Peter saliendo de la habitación.
Simone muere en los brazos de Peter y ante un horrorizado Isaac. 